# Różyce Żmijowe (gromada)
Różyce Żmijowe – dawna gromada, czyli najmniejsza jednostka podziału terytorialnego Polskiej Rzeczypospolitej Ludowej w latach 1954–1972.
Gromady, z gromadzkimi radami narodowymi (GRN) jako organami władzy najniższego stopnia na wsi, funkcjonowały od reformy reorganizującej administrację wiejską przeprowadzonej jesienią 1954 do momentu ich zniesienia z dniem 1 stycznia 1973, tym samym wypierając organizację gminną w latach 1954–1972.
Gromadę Różyce Żmijowe siedzibą GRN w Różycach Żmijowych utworzono – jako jedną z 8759 gromad na obszarze Polski – w powiecie łęczyckim w woj. łódzkim, na mocy uchwały nr 32/54 WRN w Łodzi z dnia 4 października 1954. W skład jednostki weszły obszary dotychczasowych gromad Parądzice, Grzymałów, Trojany i Różyce (z wyłączeniem wsi Władysławów) ze zniesionej gminy Tkaczew w tymże powiecie. Dla gromady ustalono 11 członków gromadzkiej rady narodowej.
31 grudnia 1959 z gromady Różyce Żmijowe wyłączono wieś Parądzice włączając ją do gromady Drwalew w powiecie poddębickim.
Gromadę zniesiono 31 grudnia 1961, a jej obszar włączono do gromady Parzęczew.